# Bločna matrika
Bločna matrika (tudi deljena matrika) je matrika, katere elemente se lahko razdel na dele (bloke). 

## Zgled
Običajno matriko:
{\displaystyle \mathbf {P} ={\begin{bmatrix}1&1&2&2\\1&1&2&2\\3&3&4&4\\3&3&4&4\end{bmatrix}}}
se lahko razdeli na 4 skupine (bloke) {\displaystyle 2\times 2\,}
{\displaystyle \mathbf {P} _{11}={\begin{bmatrix}1&1\\1&1\end{bmatrix}},\mathbf {P} _{12}={\begin{bmatrix}2&2\\2&2\end{bmatrix}},\mathbf {P} _{21}={\begin{bmatrix}3&3\\3&3\end{bmatrix}},\mathbf {P} _{22}={\begin{bmatrix}4&4\\4&4\end{bmatrix}}.}
Tako razdeljeno matriko se lahko zapiše kot:
{\displaystyle \mathbf {P} ={\begin{bmatrix}\mathbf {P} _{11}&\mathbf {P} _{12}\\\mathbf {P} _{21}&\mathbf {P} _{22}\end{bmatrix}}.}

## Množenje bločnih matrik
Množenje matrik, ki so razdeljene na bloke, se lahko pretvori na množenje podmatrik.
Če sta bločna matrika {\displaystyle A\,} z razsežnostjo {\displaystyle m\times p\,} , ki je razdeljena na {\displaystyle q\,} vrstic in {\displaystyle s\,} stolpcev
{\displaystyle \mathbf {A} ={\begin{bmatrix}\mathbf {A} _{11}&\mathbf {A} _{12}&\cdots &\mathbf {A} _{1s}\\\mathbf {A} _{21}&\mathbf {A} _{22}&\cdots &\mathbf {A} _{2s}\\\vdots &\vdots &\ddots &\vdots \\\mathbf {A} _{q1}&\mathbf {A} _{q2}&\cdots &\mathbf {A} _{qs}\end{bmatrix}}}
in bločna matrika {\displaystyle B\,} z razsežnostjo {\displaystyle p\times n\,}, ki je razdeljena na {\displaystyle s\,} vrstic in {\displaystyle r\,} stolpcev
{\displaystyle \mathbf {B} ={\begin{bmatrix}\mathbf {B} _{11}&\mathbf {B} _{12}&\cdots &\mathbf {B} _{1r}\\\mathbf {B} _{21}&\mathbf {B} _{22}&\cdots &\mathbf {B} _{2r}\\\vdots &\vdots &\ddots &\vdots \\\mathbf {B} _{s1}&\mathbf {B} _{s2}&\cdots &\mathbf {B} _{sr}\end{bmatrix}},}
potem zmnožek: 
{\displaystyle C=AB\,}
da matriko z razsežnostjo {\displaystyle m\times n\,}, ki je razdeljena na {\displaystyle q\,} delov (blokov) v vrsticah in {\displaystyle r\,} delov (blokov) v stolpcih.
To je
{\displaystyle \mathbf {C} _{\alpha \beta }=\sum _{\gamma =1}^{s}\mathbf {A} _{\alpha \gamma }\mathbf {B} _{\gamma \beta }.}.
kjer je 
- {\displaystyle A_{k}\,} kvadratna matrika v vrstici {\displaystyle k\,}.

## Bločna diagonalna matrika
Bločna diagonalna matrikaje kvadratna matrika, ki ima na glavni diagonali kvadratne matrike, na vseh blokih zunaj glavne diagonale pa so ničelne matrike. Takšna matrika ima obliko:
{\displaystyle \mathbf {A} ={\begin{bmatrix}\mathbf {A} _{1}&0&\cdots &0\\0&\mathbf {A} _{2}&\cdots &0\\\vdots &\vdots &\ddots &\vdots \\0&0&\cdots &\mathbf {A} _{n}\end{bmatrix}}}
kjer je:
- {\displaystyle A_{k}\,} kvadratna matrika.

Matrika {\displaystyle A\,} je direktna vsota matrik {\displaystyle A_{1},A_{2},\dots ,A_{n}\,}, ki se jo zapiše tudi kot {\displaystyle A_{1}\oplus A_{2}\oplus \dots \oplus A_{n}\,}.

## Determinanta, sled in obratna matrika
Za determinanto in sled diagonalne bločne matrike velja 
{\displaystyle \operatorname {det} \mathbf {A} =\operatorname {det} \mathbf {A} _{1}\cdot \ldots \cdot \operatorname {det} \mathbf {A} _{n}}
{\displaystyle \operatorname {sl} \mathbf {A} =\operatorname {sl} \mathbf {A} _{1}+\cdots +\operatorname {sl} \mathbf {A} _{n}.}.
Obratna matrika obrnljive diagonalne bločne matrike je tudi diagonalna bločna matrika:
{\displaystyle {\begin{pmatrix}\mathbf {A} _{1}&0&\cdots &0\\0&\mathbf {A} _{2}&\cdots &0\\\vdots &\vdots &\ddots &\vdots \\0&0&\cdots &\mathbf {A} _{n}\end{pmatrix}}^{-1}={\begin{pmatrix}\mathbf {A} _{1}^{-1}&0&\cdots &0\\0&\mathbf {A} _{2}^{-1}&\cdots &0\\\vdots &\vdots &\ddots &\vdots \\0&0&\cdots &\mathbf {A} _{n}^{-1}\end{pmatrix}}.}

## Bločna tridiagonalna matrika
Bločna tridiagonalna matrika ima obliko:
{\displaystyle \mathbf {A} ={\begin{bmatrix}\mathbf {B} _{1}&\mathbf {C} _{1}&&&\cdots &&0\\\mathbf {A} _{2}&\mathbf {B} _{2}&\mathbf {C} _{2}&&&&\\&\ddots &\ddots &\ddots &&&\vdots \\&&\mathbf {A} _{k}&\mathbf {B} _{k}&\mathbf {C} _{k}&&\\\vdots &&&\ddots &\ddots &\ddots &\\&&&&\mathbf {A} _{n-1}&\mathbf {B} _{n-1}&\mathbf {C} _{n-1}\\0&&\cdots &&&\mathbf {A} _{n}&\mathbf {B} _{n}\end{bmatrix}}}
kjer je:
- {\displaystyle A_{k}\,}, {\displaystyle B_{k}\,}, {\displaystyle C_{k}\,}kvadratna podmatrika na glavni diagonali ali spodnji ali zgornji stranski diagonali.

Njeno strukturo se lahko piše podobno kot pri tridiagonalni matriki

## Bločna Teoplitzeva matrika
Bločna Toeplitzeva matrika ima podobno kot Toeplitzeva matrika bloke, ki se ponavljajo vzdolž glavne diagonale matrike:
{\displaystyle \mathbf {A} ={\begin{bmatrix}\mathbf {A} _{(1,1)}&\mathbf {A} _{(1,2)}&&&\cdots &\mathbf {A} _{(1,n-1)}&\mathbf {A} _{(1,n)}\\\mathbf {A} _{(2,1)}&\mathbf {A} _{(1,1)}&\mathbf {A} _{(1,2)}&&&&\mathbf {A} _{(1,n-1)}\\&\ddots &\ddots &\ddots &&&\vdots \\&&\mathbf {A} _{(2,1)}&\mathbf {A} _{(1,1)}&\mathbf {A} _{(1,2)}&&\\\vdots &&&\ddots &\ddots &\ddots &\\\mathbf {A} _{(n-1,1)}&&&&\mathbf {A} _{(2,1)}&\mathbf {A} _{(1,1)}&\mathbf {A} _{(1,2)}\\\mathbf {A} _{(n,1)}&\mathbf {A} _{(n-1,1)}&\cdots &&&\mathbf {A} _{(2,1)}&\mathbf {A} _{(1,1)}\end{bmatrix}}.}.

## Direktna vsota
Direktna vsota (oznaka {\displaystyle \oplus \,}) matrike {\displaystyle A\,} z razsežnostjo {\displaystyle m\times n\,} in matrike {\displaystyle B\,} z razsežnostjo {\displaystyle p\times q\,} je določena kot:
{\displaystyle \mathbf {A} \oplus \mathbf {B} ={\begin{bmatrix}a_{11}&\cdots &a_{1n}&0&\cdots &0\\\vdots &\cdots &\vdots &\vdots &\cdots &\vdots \\a_{m1}&\cdots &a_{mn}&0&\cdots &0\\0&\cdots &0&b_{11}&\cdots &b_{1q}\\\vdots &\cdots &\vdots &\vdots &\cdots &\vdots \\0&\cdots &0&b_{p1}&\cdots &b_{pq}\end{bmatrix}}.}.